# Jean-Martin Moyë
Jean-Martin Moyë (Cutting, 27 janvier 1730 - Trèves, 4 mai 1793) est un missionnaire lorrain puis français après 1766. Il est le fondateur des Sœurs de la Providence maintenant divisées en deux branches : les Sœurs de la Providence de Portieux et les Sœurs de la Divine Providence de Saint-Jean-de-Bassel.

## Biographie

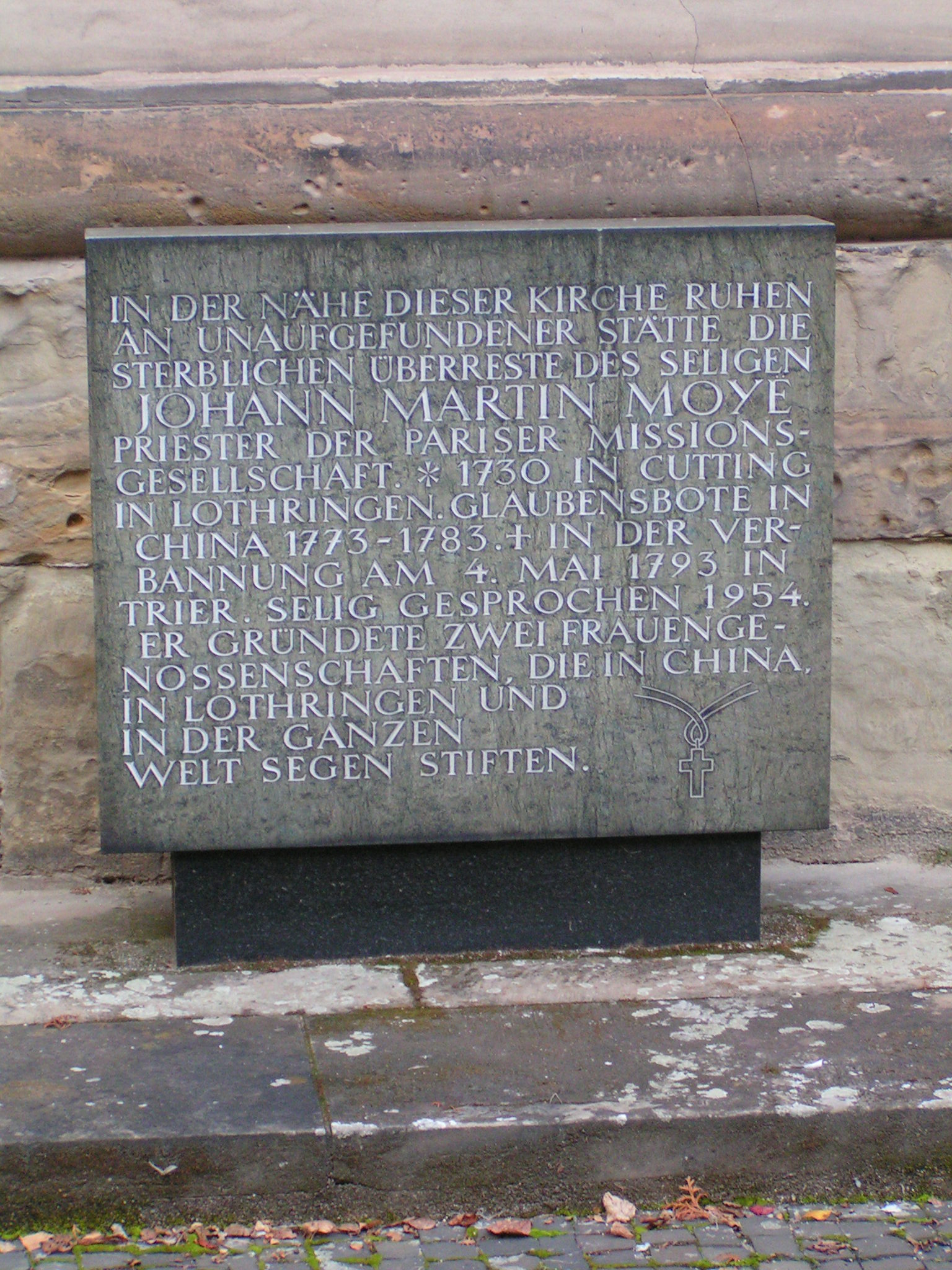
Plaque commémorative à côté du lieu de sa sépulture près de l'église de la Trinité (Trèves).

Jean-Martin Moyë naît le 27 janvier 1730 à Cutting en Lorraine, dans le diocèse de Metz. Sixième des treize enfants de Jean Moyë et de Catherine Demange. Son frère aîné, séminariste, lui apprend les premiers rudiments de latin et il continue ses études au collège de Pont-à-Mousson. Il étudie ultérieurement la philosophie au collège jésuite de Strasbourg et intègre le séminaire de Metz à la fin de l'année 1751.
Il est ordonné prêtre le 9 mars 1754. Il est animé d'un grand zèle apostolique, et particulièrement sensibilisé aux problèmes de l'éducation en milieu rural. C'est ainsi qu'avec l'aide de personnes dont il est le directeur spirituel, il fonde en 1767 la congrégation des Sœurs de la Divine Providence, malgré les oppositions qu'il rencontre de la part de certains de ses supérieurs.
La même année, il est nommé supérieur du petit séminaire de Saint-Dié. Toutefois, il est profondément attiré par le service des missions, et, en 1769, il rejoint le séminaire des Missions étrangères de Paris. 
Dès 1773, il arrive au Sichuan, en Chine. Il y reste neuf ans, y fonde une congrégation religieuse similaire à la congrégation de la Divine providence, où des sœurs se dévouaient aux soins des malades et à l'éducation chrétienne des populations.
Épuisé et malade, Jean-Martin Moyë retourne en France en 1784. Exilé en 1791, pendant la Révolution, il se retire à Trèves en Allemagne, et y meurt de la typhoïde tandis qu'il soigne les malades hospitalisés, en 1793. Il est enterré à proximité de l'église de la Trinité, ancienne église des Jésuites de Trèves en Allemagne.
Six congrégations sont nées du projet de Jean-Martin Moyé : la Divine Providence de Saint-Jean-de-Bassel en Moselle, la Providence de Portieux, la Providence de Gap ; la Providence de Champion en Belgique ; la Providence du Texas et les Missionnaires de San Antonio, aux États-Unis.

## Béatification
- Il est déclaré vénérable par le pape Léon XIII le 14 janvier 1891, béatifié le 21 novembre 1954 par le pape Pie XII.

## Publications
- Le Dogme de la grâce 1774.